# Аэротрополис

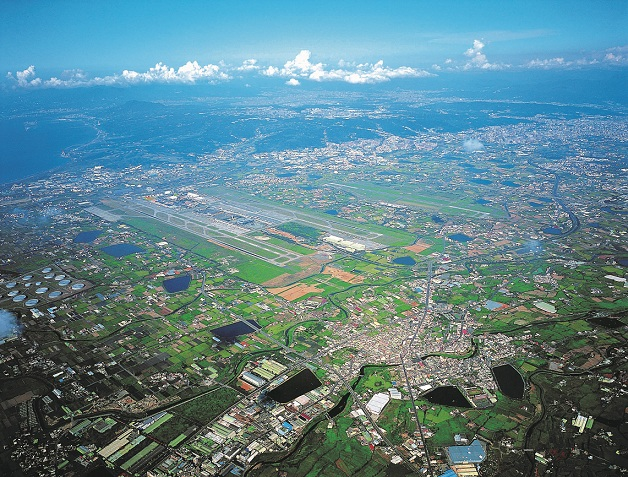
Аэротрополис Таоюань — один из примеров крупномасштабного городского планирования в международном аэропорту Тайвань-Таоюань

Аэротрополис (Аэрополис) — это город, инфраструктура, землепользование и экономика которого сосредоточены в аэропорту. Термин объединяет «аэро-» (авиация) и «мегаполис». Подобно традиционному мегаполису, состоящему из центрального ядра в виде города и его отдалённых пригородных районов, аэротрополис состоит из авиационной, логистической и коммерческой инфраструктуры аэропорта, образующей мультимодальный, многофункциональный город-аэропорт в своей основе и отдалённых коридоров и кластера предприятий и связанных с ними жилых комплексов, которые подпитывают друг друга и их доступность к аэропорту. Слово аэротрополис впервые употребил нью-йоркский художник Николас Де Сантис, чей рисунок городского аэропорта на крыше небоскрёба был представлен в журнале Popular Science в ноябре 1939 года. Термин был изменён исследователем воздушной торговли, профессором Университета Северной Каролины Джоном Д. Касардой в 2000 году на основе его предыдущих исследований экономического развития, обусловленного развитием аэропортов.

## Аэропорты, связь и развитие
По мнению Джона Касарды, аэропорты будут развиваться как движущие силы расположения бизнеса и градостроительства в XXI веке так же, как автомобильные дороги в XX веке, железные дороги в XIX веке и морские порты в XVIII веке. Двигателем аэротрополиса является аэропорт и его воздушные линии, которые предлагают фирмам быструю связь со своими поставщиками, клиентами и корпоративными партнёрами. Некоторые предприятия аэротрополисов больше зависят от удаленных поставщиков или клиентов на другом конце света, чем те, которые расположены поблизости. По мере того, как экономика проходит глобализацию, чувствительной ко времени и зависимой от воздушной торговли для поставок продукции, скорость и манёвренность, которые авиация обеспечивает для перемещения людей и товаров на большие расстояния и с минимальным временным промежутком, создают конкурентные преимущества для фирм и мест. В модели аэротрополиса время и стоимость связи заменяют пространство и расстояние в качестве характеристик, определяющих развитие, при этом экономия на скорости становится такой же важной для конкурентоспособности фирм и мест, как эффект масштаба и экономия на масштабе.
Аэротрополис включает в себя зависящие от авиации предприятия и службы, которые их поддерживают, а также пассажиров аэропорта, которые ежегодно проходят через него. Эти предприятия включают в себя высокотехнологичное и современное производство, логистику и электронную коммерцию; торговые, спортивные, развлекательные и лечебно-оздоровительные комплексы; гостиницы; конференц-центры, торговые и выставочные центры; и офисы для деловых людей, которые часто путешествуют по воздуху или занимаются глобальной торговлей. Бизнес-парки, логистические парки, научно-исследовательские и опытно-конструкторские парки, критичные ко времени распределительные центры и комплексы информационных технологий, а также гостиницы, конференц- залы и развлекательные центры чаще всего видны вокруг крупных новых аэропортов на периферии столицы, где достаточно земли, и вдоль транспортных коридоров, исходящие от них. По мере того, как все большее число ориентированных на авиацию фирм и поставщиков коммерческих услуг группируются вокруг аэропортов и за их пределами, аэротрополис становится крупным городским направлением, где пассажиры и местные жители одинаково работают, делают покупки, встречаются, обмениваются знаниями, ведут дела, часто не выезжая более чем за 15 минут от аэропорта. Результатом является новая форма транзитно-ориентированного проектирования с центром на взлётно-посадочных полосах и и соединяющих вдоль их наземных транспортных артериях.
Однако аэротрополис — это больше, чем кластер связанных с аэропортом коммерческих, промышленных и логистических объектов. Он также состоит из городских районов, которые должны быть спланированы и спроектированы как привлекательные экологические и социальные сферы.
Некоторые аэротрополисы возникли спонтанно, в ответ на развитие рынков, отсутствие планирования, способствуя разрастанию и образуя автомобильные пробки, загрязнение и другие негативные внешние эффекты. Применение принципов умного города и устойчивости окружающей среды имеет важное значение для формирования успешного аэротрополиса, как и согласование с заинтересованными сторонами. Органы управления, согласовывающие руководство аэропорта, сообщества, прилегающие к аэропорту, а также городских и региональных властей с местными руководителями бизнеса и экономического развития, должны внедрить планирование аэротрополисов для достижения большей экономической эффективности наряду с более привлекательным и устойчивым развитием.

## Критика
Серьёзную критику вызывает то, что если нефть останется относительно недорогой и широко доступной в будущем или же спад в мировой нефтедобыче (пик добычи нефти) отрицательно скажется на авиации, и как следствие, на развитии аэротрополисов. Другие исследователи критикуют модель аэротрополиса за завышение количества и типа товаров, перевозимых по воздуху, например: многие виды дорогостоящих товаров, таких как электроника, как правило, доставляются по воздуху, более крупные товары, такие как автомобили и зерно, доставляются другими транспортными путями. Те, кто указывает на это, предполагают, что взаимосвязь между морскими портами, аэропортами и железными дорогами необходимо изучать более глубоко. Дальнейшая критика аэротрополиса включает в себя потерю сельхозугодий и лесов, выселение или исключение местных жителей и сообществ из экономических выгод аэротрополиса, а также нахождение высокоуглеродной инфраструктуры на десятилетия вперёд.
Социальные критики утверждают, что аэротрополис отдаёт предпочтение интересам бизнеса, а не людям, и что в его многофункциональном комплексе обычно отсутствует городская атмосфера. Часто встаёт вопрос — нужно ли жить рядом с аэропортом, учитывая шум самолётов. Тем не менее, существуют случаи, когда концепция аэротрополиса хорошо себя зарекомендовала (примеры — у аэропортов Схипхол и Даллас/Форт-Уэрт), но она часто не оправдывала ожиданий при её нахождении в других местах.